# Samväldesspelen 2018
Samväldesspelen 2018 anordnades i Gold Coast i Queensland under perioden 4 till 15 april 2018. Totalt deltog över 6 600 idrottare och funktionärer från 71 nationer och territorier i spelen.
Gold Coast tilldelades spelen den 11 november 2011 efter en omröstning där staden fick 43 röster mot den lankesiska kuststaden Hambantotas 27 röster.

## Förberedelser

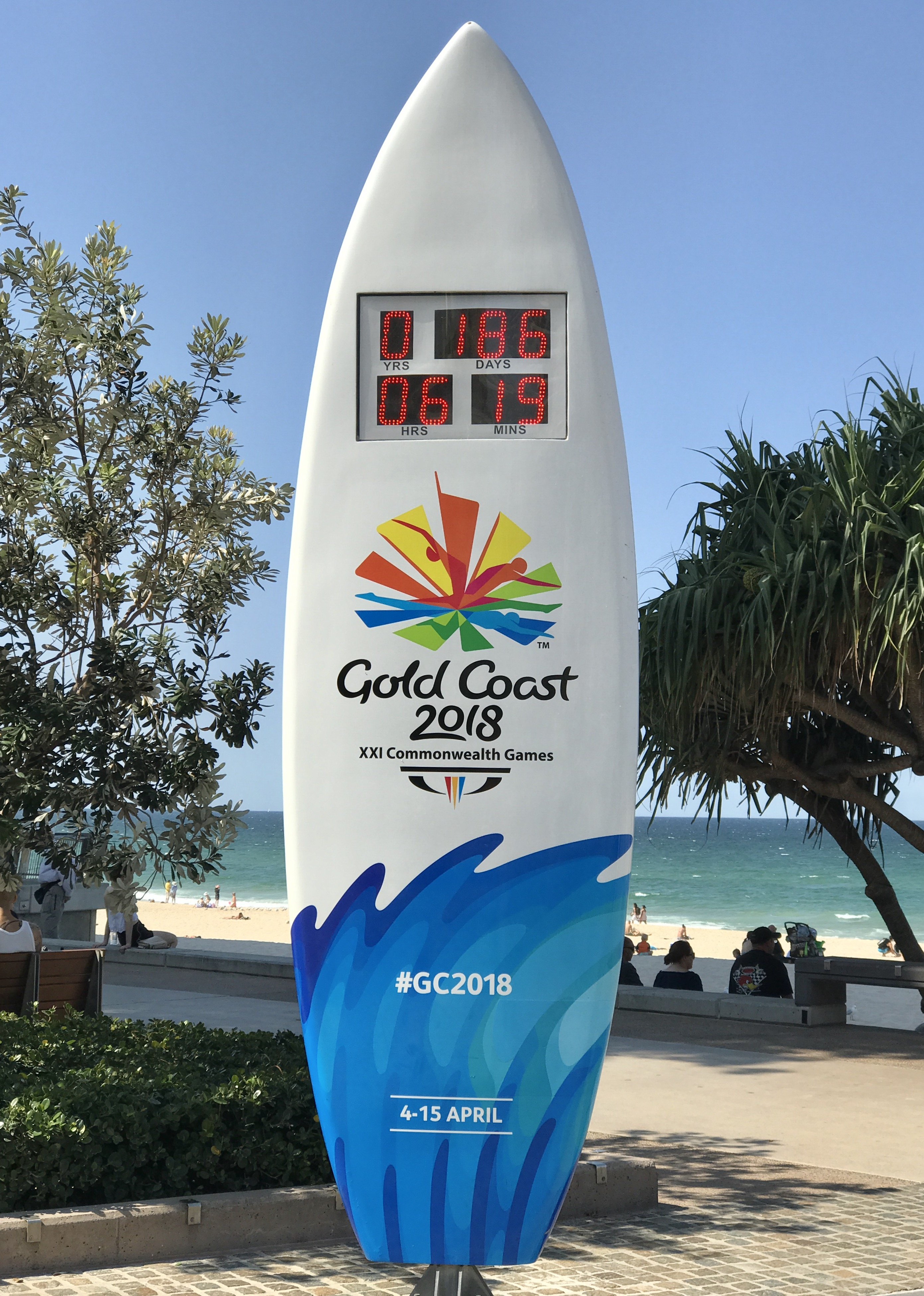
Nedräkningsklocka i form av en surfbräda med spelens logo.

### Ansökningar
När tidsgränsen för att lämna in ansökningar om att stå värd för samväldesspelen 2018 gick ut den 31 mars 2010 hade bara två städer ansökt, Gold Coast i Australien och Hambantota i Sri Lanka. Abuja i Nigeria som hade kandiderat för att få anordna samväldesspelen 2014 avstod på grund av politiska oroligheter. Även Auckland i Nya Zeeland samt Port of Spain i Trinidad och Tobago hade övervägt ansökningar men avstod av finansiella skäl.
Den 11 maj 2011 bekräftade Commonwealth Games Federation de två städernas kandidaturer för att arrangera spelen 2018. Den slutliga omröstningen hölls 11 november 2011 vid ett möte i Saint Kitts och Nevis där 43 delegationer röstade för Gold Coast och 27 röstade för Hambantota.

### Maskot
Som maskot för spelen valdes Borobi, en blå surfande koala med högröd nos och gula boardshorts. Designen baserades på det vinnande tävlingsbidraget från Merrilyn Krohn, en lärare från Brisbane som valts ut bland cirka 4 000 bidrag. Namnet Borobi kommer från Yugambeh-språket och betyder koala. Det är första gången en koala valts som maskot för ett större australiensiskt multisportevenemang.

## Medaljfördelning
Totalt delades 840 medaljer ut (275 guld, 276 silver och 289 brons). Av 71 deltagande nationer och territorier tog 44 minst en medalj och 29 minst ett guld. Australien vann medaljligan med 80 guldmedaljer och 198 medaljer sammanlagt.
  *   Värdnation
| Pl.    | Nation                 | Guld | Silver | Brons | Totalt |
| ------ | ---------------------- | ---- | ------ | ----- | ------ |
| 1      | Australien*            | 80   | 59     | 59    | 198    |
| 2      | England                | 45   | 45     | 46    | 136    |
| 3      | Indien                 | 26   | 20     | 20    | 66     |
| 4      | Kanada                 | 15   | 40     | 27    | 82     |
| 5      | Nya Zeeland            | 15   | 16     | 15    | 46     |
| 6      | Sydafrika              | 13   | 11     | 13    | 37     |
| 7      | Wales                  | 10   | 12     | 14    | 36     |
| 8      | Skottland              | 9    | 13     | 22    | 44     |
| 9      | Nigeria                | 9    | 9      | 6     | 24     |
| 10     | Cypern                 | 8    | 1      | 5     | 14     |
| 11     | Jamaica                | 7    | 9      | 11    | 27     |
| 12     | Malaysia               | 7    | 5      | 12    | 24     |
| 13     | Singapore              | 5    | 2      | 2     | 9      |
| 14     | Kenya                  | 4    | 7      | 6     | 17     |
| 15     | Uganda                 | 3    | 1      | 2     | 6      |
| 16     | Botswana               | 3    | 1      | 1     | 5      |
| 17     | Samoa                  | 2    | 3      | 0     | 5      |
| 18     | Trinidad och Tobago    | 2    | 1      | 0     | 3      |
| 19     | Namibia                | 2    | 0      | 0     | 2      |
| 20     | Nordirland             | 1    | 7      | 4     | 12     |
| 21     | Bahamas                | 1    | 3      | 0     | 4      |
| 22     | Papua Nya Guinea       | 1    | 2      | 0     | 3      |
| 23     | Fiji                   | 1    | 1      | 2     | 4      |
| 24     | Pakistan               | 1    | 0      | 4     | 5      |
| 25     | Grenada                | 1    | 0      | 1     | 2      |
| 26     | Bermuda                | 1    | 0      | 0     | 1      |
| 26     | Brittiska Jungfruöarna | 1    | 0      | 0     | 1      |
| 26     | Guyana                 | 1    | 0      | 0     | 1      |
| 26     | Saint Lucia            | 1    | 0      | 0     | 1      |
| 30     | Bangladesh             | 0    | 2      | 0     | 2      |
| 31     | Sri Lanka              | 0    | 1      | 5     | 6      |
| 32     | Kamerun                | 0    | 1      | 2     | 3      |
| 33     | Dominica               | 0    | 1      | 1     | 2      |
| 34     | Isle of Man            | 0    | 1      | 0     | 1      |
| 34     | Mauritius              | 0    | 1      | 0     | 1      |
| 34     | Nauru                  | 0    | 1      | 0     | 1      |
| 37     | Malta                  | 0    | 0      | 2     | 2      |
| 37     | Vanuatu                | 0    | 0      | 2     | 2      |
| 39     | Cooköarna              | 0    | 0      | 1     | 1      |
| 39     | Ghana                  | 0    | 0      | 1     | 1      |
| 39     | Norfolkön              | 0    | 0      | 1     | 1      |
| 39     | Salomonöarna           | 0    | 0      | 1     | 1      |
| 39     | Seychellerna           | 0    | 0      | 1     | 1      |
| Totalt | Totalt                 | 143  | 141    | 153   | 437    |

## Sporter
Vid samväldesspelen 2018 tävlades det i 275 grenar i 18 sporter. Det var också första gången någonsin som ett multisportevenemang hade samma antal grenar för kvinnor som för män. Ett rekordantal på 38 parasportgrenar i sju sporter (friidrott, bowls, styrkelyft, simning, cykelsport och för första gången bordtennis och triathlon) inkluderades i programmet.
| Badminton Beachvolleyboll Bordtennis Bowls Boxning Brottning Cykelsport | Friidrott Gymnastik Landhockey Netball Simsport Simhopp Simning | Sjumannarugby Skytte Squash Triathlon Tyngdlyftning |

## Deltagande nationer
71 nationer och territorier deltog i samväldesspelen 2018. Maldiverna skulle ha deltagit men landet drog sig ur Samväldet. Gambias återinträde i Samväldet i februari 2018 och dess förnyade medlemskap i Commonwealth Games Federation den 31 mars 2018 gjorde att nationen kunde ställa upp med en trupp i spelen.
| | | | |
| - Angola - Australien - Bahamas - Bangladesh - Barbados - Belize - Bermuda - Botswana - Brittiska Jungfruöarna - Brunei - Caymanöarna - Cooköarna - Cypern - Dominica - England - Falklandsöarna - Fiji - Gambia | - Ghana - Gibraltar - Grenada - Guernsey - Guyana - Indien - Isle of Man - Jamaica - Jersey - Kamerun - Kanada - Kenya - Kiribati - Lesotho - Malawi - Malaysia - Malta - Mauritius | - Moçambique - Montserrat - Namibia - Nauru - Nederländska Antillerna - Nigeria - Niue - Nordirland - Norfolkön - Nya Zeeland - Pakistan - Papua Nya Guinea - Rwanda - Sankta Helena - Saint Kitts och Nevis - Saint Lucia - Saint Vincent och Grenadinerna - Salomonöarna | - Samoa - Seychellerna - Sierra Leone - Singapore - Skottland - Sri Lanka - Swaziland - Sydafrika - Tanzania - Tonga - Trinidad och Tobago - Turks- och Caicosöarna - Tuvalu - Uganda - Vanuatu - Wales - Zambia |